# João Machado
João Machado (Coímbra, 1942) es un diseñador y escultor portugués.

## Datos biográficos
João Machado vive y trabaja en Oporto. Es licenciado por la Escola Superior de Belas-Artes do Porto, donde fue docente de diseño gráfico entre 1976 y 1983, año en que abandonó la enseñanza para dedicarse enteramente al diseño.
En la dedicación exclusiva a las artes gráficas, ha realizado una extensa producción de cartelista, ilustrador y diseñador editorial, distinguiéndose por la originalidad de su lenguaje gráfico, que combina influencias variadas, que van del pop art al arte japonés, a través de un singular dominio cromático y compositivo.
Aproximando el diseño a las artes plásticas, João Machado ha tratado especialmente el cartel, pero también ha prestado atención a los sellos de correo y al diseño corporativo.
João Machado ha exhibido su obra en algunas de las más importantes galerías y museos del mundo y ha sido objeto de los más diversos premios y distinciones nacionales e internacionales como ilustrador y diseñador, destacando el Premio de Excelencia Icograda 1999 y el Aziago International Award 2005, que situó a Portugal entre los primeros países del mundo por la calidad gráfica y turística de sus sellos.